# Drosophila mycethophila
Drosophila mycethophila är en tvåvingeart som beskrevs av Goureau 1865. Drosophila mycethophila ingår i släktet Drosophila och familjen daggflugor.
Artens utbredningsområde är Frankrike.